# Меленки
Меленки (рос. Меленки) — місто у Меленківському районі Владимирської області Російської Федерації.
Входить до складу муніципального утворення місто Меленки. Населення становить 13 789 осіб (2010).

## Історія
Населений пункт розташований на землях фіно-угорського народу мещери.
Від 10 квітня 1929 року належить до Меленківського району, утвореного спочатку у складі Івановської промислової області, а відтак від 14 серпня 1944 року у складі новоутвореної Владимирської області.
Згідно із законом від 11 травня 2005 року входить до складу муніципального утворення місто Меленки.

## Населення
| 1784    | 1856    | 1859    | 1870    | 1896    | 1897    | 1913    |
| ------- | ------- | ------- | ------- | ------- | ------- | ------- |
| 1449    | ↗4600   | ↗4736   | ↗5597   | ↗6843   | ↗8909   | ↗10 300 |
| 1920    | 1923    | 1926    | 1931    | 1939    | 1959    | 1967    |
| ↘7841   | ↗8736   | ↗10 820 | ↗11 800 | ↗15 640 | ↗17 462 | ↗18 000 |
| 1970    | 1979    | 1989    | 1992    | 1998    | 2000    | 2001    |
| ↗18 545 | ↘18 080 | ↗18 340 | ↘18 300 | ↘17 900 | ↘17 600 | ↘17 500 |
| 2002    | 2003    | 2005    | 2006    | 2008    | 2009    | 2010    |
| ↘16 344 | ↘16 300 | ↘15 900 | ↘15 700 | ↘15 300 | ↘15 245 | ↘15 206 |
| 2011    | 2012    | 2013    | 2014    | 2015    | 2016    | 2017    |
| ↘15 140 | ↘14 905 | ↘14 711 | ↘14 490 | ↘14 302 | ↘14 190 | ↘14 013 |
| 2018    |         |         |         |         |         |         |
| ↘13 789 |         |         |         |         |         |         |

## Персоналії
- Брюнчугін Євген Васильович (1899—1981) — радянський та український кінорежисер і сценарист.